# Белмонте Пичено
Белмонте Пичено (итал. Belmonte Piceno) насеље је у Италији у округу Фермо, региону Марке.
Према процени из 2011. у насељу је живело 317 становника. Насеље се налази на надморској висини од 296 м.

## Становништво
| 1931. | 1936. | 1951. | 1961. | 1971. | 1981. | 1991. | 2001. | 2011. |
| ----- | ----- | ----- | ----- | ----- | ----- | ----- | ----- | ----- |
| 1.401 | 1.406 | 1.354 | 1.161 | 863   | 723   | 690   | 675   | 664   |